# ویلی اشتفن
ویلی اشتفن (انگلیسی: Willi Steffen؛ ۱۷ مارس ۱۹۲۵ – ۳ مهٔ ۲۰۰۵) بازیکن فوتبال اهل سوئیس بود.
از باشگاه‌هایی که در آن بازی کرده‌است می‌توان به باشگاه فوتبال چلسی و باشگاه ورزشی یانگ بویز برن اشاره کرد.
او همچنین در تیم ملی فوتبال سوئیس بازی کرده‌است.